# Harrison Ford-filmográfia
Harrison Ford amerikai színész, aki hét évtizedet átívelő, változatos műfajú filmes pályafutást tudhat magáénak a mozivásznon.
1966-ban debütált statisztaként az Agyafúrt kasszafúró című bűnügyi filmben és a következő évtizedben is nagyrészt hasonló, kisebb mellékszerepeket kapott, például az Apokalipszis most (1979) című háborús filmben.
A filmes áttörést George Lucas Csillagok háborúja űropera-filmsorozatának Han Solója hozta el számára, elsőként a Star Wars IV. rész – Egy új remény című 1977-es filmben, majd annak folytatásaiban – Star Wars V. rész – A Birodalom visszavág (1980), Star Wars VI. rész – A Jedi visszatér (1983). Az 1980-as évek egy másik ikonikus hősét, Indiana Jonest is Ford játszotta, Az elveszett frigyláda fosztogatói (1981), az Indiana Jones és a végzet temploma (1984) és az Indiana Jones és az utolsó kereszteslovag (1989) című kalandfilmekben. Két további irodalmi alakot is életre keltett a filmvásznon: Philip K. Dick Rick Deckard nyomozóját a Szárnyas fejvadász (1982) című sci-fiben, valamint a Tom Clancy író által megalkotott Jack Ryant a Férfias játékok (1992) és a Végveszélyben (1994) című kémfilmekben. Az 1980-as években szerepelt még A kis szemtanú (1985) című thriller-drámában, mellyel Oscar-díjra jelölték legjobb férfi főszereplő kategóriában és a Dolgozó lány (1988) című romantikus vígjáték-drámában.
Az 1990-es években játszott a Csak egy lövés (1991) című filmdrámában, A szökevény (1993) című akcióthrillerben és a Sabrina (1995) című romantikus filmdrámában – utóbbi két filmjével Ford Golden Globe-jelöléseket szerzett. 1997-ben az amerikai elnök szerepében tűnt fel Az elnök különgépe című politikai témájú akcióthillerben.
2002-ben Ford az Atomcsapda című, megtörtént eseményeket feldolgozó hidegháborús thrillerben vállalt szereplést, illetve vezető produceri feladatkört. Ugyanebben az évben tüntették ki Cecil B. DeMille-életműdíjjal is, egy évvel később pedig saját csillagot kapott a Hollywoodi hírességek sétányán. A 2000-es és 2010-es években változatos műfajú filmekben láthatták a nézők: az Ébredj velünk (2010) című romantikus vígjátékban, a Cowboyok és űrlények (2011) című sc-fi westernfilmben, A 42-es (2013) című történelmi sportdrámában, a Végjáték (2013) című sci-fi filmadaptációban, a The Expendables – A feláldozhatók 3. (2014) című akciófilmben és az Adaline varázslatos élete (2015) című romantikus drámában. 2019-ben pályafutása során elsőként vállalt szinkronszerepet animációs filmben, A kis kedvencek titkos élete 2.-ben. 2020-ban a Jack London híres regényéből készült A vadon hívó szava című kalandfilmben kapott főszerepet. 
A 2000-es évektől a színész több korábbi, sikeres filmszerepében is visszatért a filmvászonra. 2008-ban ismét Indiana Jones bőrébe bújt az Indiana Jones és a kristálykoponya királysága című kalandfilmben. Han Solóként is újra láthatták a nézők, elsőként a Star Wars VII. rész – Az ébredő Erő (2015), majd a Star Wars IX. rész – Skywalker kora (2019) filmekben. 2017-ben a Szárnyas fejvadász 2049 című sci-fiben az idősödő Deckardot alakította. 2023-ban az ötödik Indiana Jones-filmben, az Indiana Jones és a sors tárcsájában tűnt fel ikonikus szerepében.
Ford számos dokumentumfilmben szereplést vállalt, önmagát alakítva vagy narrátorként. Filmjeinek magyar nyelvű változataiban leggyakoribb szinkronhangja Csernák János, de Végvári Tamás is többször kölcsönözte hangját az amerikai színésznek.

## Filmográfia

### Film
| Év   | Magyar cím                                    | Eredeti cím                                        | Szerep                                   | Magyar hang         | Rendező                   |
| ---- | --------------------------------------------- | -------------------------------------------------- | ---------------------------------------- | ------------------- | ------------------------- |
| 1966 | Agyafúrt kasszafúró                           | Dead Heat on a Merry-Go-Round                      | londiner                                 |                     | Bernard Girard            |
| 1967 | Szerelem, ó!                                  | Luv                                                | dühös autós                              |                     | Clive Donner              |
| 1967 | A gyilkolás ideje                             | A Time for Killing                                 | Shaffer hadnagy                          |                     | Roger Corman              |
| 1968 |                                               | Journey to Shiloh                                  | Willie Bill Bearden                      |                     | William Hale              |
| 1970 | Fejjel a falnak                               | Getting Straight                                   | Jake                                     |                     | Richard Rush              |
| 1970 | Zabriskie Point                               | Zabriskie Point                                    | letartóztatott diák (törölt jelenet)     |                     | Michelangelo Antonioni    |
| 1973 | American Graffiti                             | American Graffiti                                  | Bob Falfa                                | Csonka András       | George Lucas (1.)         |
| 1974 | Magánbeszélgetés                              | The Conversation                                   | Martin Stett                             | Felföldi László     | Francis Ford Coppola (1.) |
| 1974 | Magánbeszélgetés                              | The Conversation                                   | Martin Stett                             | Viczián Ottó        | Francis Ford Coppola (1.) |
| 1977 | Star Wars IV. rész – Egy új remény            | Star Wars                                          | Han Solo                                 | Csernák János       | George Lucas (2.)         |
| 1977 | Hősök                                         | Heroes                                             | Ken Boyd                                 | Selmeczi Roland     | Jeremy Kagan              |
| 1978 | Navarone ágyúi 2. – Az új különítmény         | Force 10 from Navarone                             | Mike Barnsby alezredes                   | Rékasi Károly       | Guy Hamilton              |
| 1978 | Navarone ágyúi 2. – Az új különítmény         | Force 10 from Navarone                             | Mike Barnsby alezredes                   | Csernák János       | Guy Hamilton              |
| 1979 | Hanover Street                                | Hanover Street                                     | David Halloran                           | Rátóti Zoltán       | Peter Hyams               |
| 1979 | Hanover Street                                | Hanover Street                                     | David Halloran                           | Selmeczi Roland     | Peter Hyams               |
| 1979 | Apokalipszis most                             | Apocalypse Now                                     | Lucas ezredes                            | Barabás Kiss Zoltán | Francis Ford Coppola (2.) |
| 1979 | Apokalipszis most                             | Apocalypse Now                                     | Lucas ezredes                            | Crespo Rodrigo      | Francis Ford Coppola (2.) |
| 1979 | Rabbi a vadnyugaton                           | The Frisco Kid                                     | Tom Lillard                              | Oszter Sándor       | Robert Aldrich            |
| 1979 | Rabbi a vadnyugaton                           | The Frisco Kid                                     | Tom Lillard                              | Mihályi Győző       | Robert Aldrich            |
| 1979 | American Graffiti 2.                          | More American Graffiti                             | Bob Falfa                                | Csernák János       | Bill L. Norton            |
| 1980 | Star Wars V. rész – A Birodalom visszavág     | The Empire Strikes Back                            | Han Solo                                 | Téri Sándor         | Irvin Kershner            |
| 1980 | Star Wars V. rész – A Birodalom visszavág     | The Empire Strikes Back                            | Han Solo                                 | Csernák János       | Irvin Kershner            |
| 1980 | Star Wars V. rész – A Birodalom visszavág     | The Empire Strikes Back                            | Han Solo                                 | Csernák János       | Irvin Kershner            |
| 1981 | Az elveszett frigyláda fosztogatói            | Raiders of the Lost Ark                            | Dr. Henry "Indiana" Jones Jr.            | Csernák János       | Steven Spielberg (1.)     |
| 1982 | Szárnyas fejvadász                            | Blade Runner                                       | Rick Deckard                             | Szersén Gyula       | Ridley Scott              |
| 1982 | Szárnyas fejvadász                            | Blade Runner                                       | Rick Deckard                             | Csernák János       | Ridley Scott              |
| 1982 | Szárnyas fejvadász                            | Blade Runner                                       | Rick Deckard                             | Mihályi Győző       | Ridley Scott              |
| 1982 | Szárnyas fejvadász                            | Blade Runner                                       | Rick Deckard                             | Csernák János       | Ridley Scott              |
| 1983 | Star Wars VI. rész – A Jedi visszatér         | Return of the Jedi                                 | Han Solo                                 | Csernák János       | Richard Marquand          |
| 1984 | Indiana Jones és a végzet temploma            | Indiana Jones and the Temple of Doom               | Dr. Henry "Indiana" Jones Jr.            | Csernák János       | Steven Spielberg (2.)     |
| 1985 | A kis szemtanú                                | Witness                                            | John Book százados                       | Hegedűs D. Géza     | Peter Weir (1.)           |
| 1986 | A Moszkitó-part                               | The Mosquito Coast                                 | Allie Fox                                | Végvári Tamás       | Peter Weir (2.)           |
| 1986 | A Moszkitó-part                               | The Mosquito Coast                                 | Allie Fox                                | Hegedűs D. Géza     | Peter Weir (2.)           |
| 1988 | Őrület                                        | Frantic                                            | Dr. Richard Walker                       | Csernák János       | Roman Polański            |
| 1988 | Dolgozó lány                                  | Working Girl                                       | Jack Trainer                             | Végvári Tamás       | Mike Nichols (1.)         |
| 1989 | Indiana Jones és az utolsó kereszteslovag     | Indiana Jones and the Last Crusade                 | Dr. Henry "Indiana" Jones Jr.            | Csernák János       | Steven Spielberg (3.)     |
| 1990 | Ártatlanságra ítélve                          | Presumed Innocent                                  | Rusty Sabich                             | Papp János          | Alan J. Pakula (1.)       |
| 1991 | Csak egy lövés                                | Regarding Henry                                    | Henry Turner                             | Reviczky Gábor      | Mike Nichols (2.)         |
| 1992 | Férfias játékok                               | Patriot Games                                      | Jack Ryan                                | Rosta Sándor        | Phillip Noyce (1.)        |
| 1993 | A szökevény                                   | The Fugitive                                       | Dr. Richard David Kimble                 | Juhász Jácint       | Andrew Davis              |
| 1994 | Jimmy Hollywood                               | Jimmy Hollywood                                    | önmaga (cameo)                           |                     | Barry Levinson            |
| 1994 | Végveszélyben                                 | Clear and Present Danger                           | Jack Ryan                                | Végvári Tamás       | Phillip Noyce (2.)        |
| 1995 | Sabrina                                       | Sabrina                                            | Linus Larabee                            | Végvári Tamás       | Sydney Pollack (1.)       |
| 1997 | Az ördög maga                                 | The Devil's Own                                    | Tom O'Meara                              | Végvári Tamás       | Alan J. Pakula (2.)       |
| 1997 | Az ördög maga                                 | The Devil's Own                                    | Tom O'Meara                              | Csernák János       | Alan J. Pakula (2.)       |
| 1997 | Az elnök különgépe                            | Air Force One                                      | James Marshall elnök                     | Végvári Tamás       | Wolfgang Petersen         |
| 1998 | Hat nap, hét éjszaka                          | Six Days, Seven Nights                             | Quinn Harris                             | Végvári Tamás       | Ivan Reitman              |
| 1999 | Zuhanás                                       | Random Hearts                                      | Dutch Van Den Broeck                     | Végvári Tamás       | Sydney Pollack (2.)       |
| 2000 | Temetetlen múlt                               | What Lies Beneath                                  | Dr. Norman Spencer                       | Csernák János       | Robert Zemeckis           |
| 2002 | Atomcsapda                                    | K-19: The Widowmaker                               | Alexej Vostrikov                         | Csernák János       | Kathryn Bigelow           |
| 2003 | Hollywoodi őrjárat                            | Hollywood Homicide                                 | Joe Gavilan őrmester                     | Csernák János       | Ron Shelton               |
| 2006 | Tűzfal                                        | Firewall                                           | Jack Stanfield                           | Végvári Tamás       | Richard Loncraine         |
| 2008 | Indiana Jones és a kristálykoponya királysága | Indiana Jones and the Kingdom of the Crystal Skull | Dr. Henry "Indiana" Jones Jr.            | Csernák János       | Steven Spielberg (4.)     |
| 2009 | A szabadság határai                           | Crossing Over                                      | Max Brogan                               | Csernák János       | Wayne Kramer              |
| 2010 | Eszeveszett küzdelem                          | Extraordinary Measures                             | Dr. Robert Stonehill                     | Végvári Tamás       | Tom Vaughan               |
| 2010 | Ébredj velünk                                 | Morning Glory                                      | Mike Pomeroy                             | Csernák János       | Roger Michell             |
| 2011 | Cowboyok és űrlények                          | Cowboys & Aliens                                   | Dolarhyde ezredes                        | Csernák János       | Jon Favreau               |
| 2013 | A 42-es                                       | 42                                                 | Branch Rickey                            | Csernák János       | Brian Helgeland           |
| 2013 | Paranoia                                      | Paranoia                                           | Jock Goddard                             | Csernák János       | Robert Luketic            |
| 2013 | Végjáték                                      | Ender's Game                                       | Hyrum Graff ezredes                      | Csernák János       | Gavin Hood                |
| 2013 | Ron Burgundy: A legenda folytatódik           | Anchorman 2: The Legend Continues                  | Mack Tannen                              | Csernák János       | Adam McKay                |
| 2014 | The Expendables – A feláldozhatók 3.          | The Expendables 3                                  | Max Drummer                              | Csernák János       | Patrick Hughes            |
| 2015 | Adaline varázslatos élete                     | The Age of Adaline                                 | William Jones                            | Csernák János       | Lee Toland Krieger        |
| 2015 | Star Wars VII. rész – Az ébredő Erő           | Star Wars: The Force Awakens                       | Han Solo                                 | Csernák János       | J. J. Abrams (1.)         |
| 2017 | Szárnyas fejvadász 2049                       | Blade Runner 2049                                  | Rick Deckard                             | Csernák János       | Denis Villeneuve          |
| 2019 | A kis kedvencek titkos élete 2.               | The Secret Life of Pets 2                          | Kakas (hangja)                           | Dörner György       | Chris Renaud              |
| 2019 | Star Wars IX. rész – Skywalker kora           | Star Wars: The Rise of Skywalker                   | Han Solo (cameo)                         | Csernák János       | J. J. Abrams (2.)         |
| 2020 | A vadon hívó szava                            | The Call of the Wild                               | John Thornton                            | Csernák János       | Chris Sanders             |
| 2023 | Indiana Jones és a sors tárcsája              | Indiana Jones and the Dial of Destiny              | Dr. Henry "Indiana" Jones Jr.            | Csernák János       | James Mangold             |
| 2025 | Amerika Kapitány: Szép új világ               | Captain America: New World Order                   | Thaddeus "Thunderbolt" Ross / Vörös Hulk | Csernák János       | Julius Onah               |

### Dokumentumfilm
| Év   | Magyar cím                            | Eredeti cím                                          | Szerep    | Megjegyzések                 | Forr.        |
| ---- | ------------------------------------- | ---------------------------------------------------- | --------- | ---------------------------- | ------------ |
| 1995 | Jacques Demy világa                   | The World of Jacques Demy                            | önmaga    |                              | [ 2 ]        |
| 1997 |                                       | Frontline                                            | narrátor  | 1 epizód                     |              |
| 2004 | Star Wars: Az álmok birodalma         | Empire of Dreams: The Story of the Star Wars Trilogy | önmaga    | magyar hangja: Csernák János |              |
| 2007 | Dalai Láma Reneszánsz                 | Dalai Lama Renaissance                               | narrátor  |                              | [ 3 ]        |
| 2008 |                                       | The Immortal Beaver                                  | önmaga    |                              |              |
| 2013 |                                       | Milius                                               | önmaga    |                              | [ 4 ]        |
| 2014 | Pusztuló jelen, vészes jövő           | Years of Living Dangerously                          | önmaga    |                              |              |
| 2014 |                                       | Flying the Feathered Edge: The Bob Hoover Project    | önmaga    |                              | [ 5 ]        |
| 2014 |                                       | Nature Is Speaking                                   | The Ocean | sorozat (1 epizód)           |              |
| 2015 |                                       | Living in the Age of Airplanes                       | narrátor  |                              | [ 6 ] [ 7 ]  |
| 2017 |                                       | Toxic Puzzle - Hunt for the Hidden Killer            | narrátor  |                              | [ 8 ]        |
| 2017 |                                       | Spielberg                                            | önmaga    |                              |              |
| 2017 | Joan Didion: The Center Will Not Hold |                                                      | önmaga    |                              |              |
| 2019 |                                       | Armstrong                                            | narrátor  | Neil Armstrong szavai        | [ 9 ] [ 10 ] |

### Televízió
| Év        | Magyar cím                      | Eredeti cím                                              | Szerep                         | Megjegyzések                                       |
| --------- | ------------------------------- | -------------------------------------------------------- | ------------------------------ | -------------------------------------------------- |
| 1967      |                                 | The Virginian                                            | fiatal farmer / Cullen Tindall | 2 epizód                                           |
| 1967      |                                 | Ironside                                                 | Tom Stowe                      | 1 epizód                                           |
| 1968      |                                 | The Mod Squad                                            | rendőr                         | - 1 epizód - stáblistán nem szerepel               |
| 1969      |                                 | My Friend Tony                                           | ismeretlen szerep              | 1 epizód                                           |
| 1969      |                                 | The F.B.I.                                               | Everett Giles / Glen Reverson  | 2 epizód                                           |
| 1969      |                                 | Love, American Style                                     | Roger Crane                    | 1 epizód                                           |
| 1970      |                                 | The Intruders                                            | Carl                           | tévéfilm                                           |
| 1971      |                                 | Dan August                                               | Hewett                         | 1 epizód                                           |
| 1972–1973 |                                 | Gunsmoke                                                 | Hobey / Print                  | 2 epizód                                           |
| 1974      |                                 | Kung Fu                                                  | Mr. Harrison                   | 1 epizód                                           |
| 1974      | Petrocelli                      | Petrocelli                                               | Tom Brannigan                  | - 1 epizód - magyar hangja: - Szabó Sipos Barnabás |
| 1975      |                                 | Judgment: The Court Martial of Lieutenant William Calley | Frank Crowder                  | tévéfilm                                           |
| 1976      |                                 | Dynasty                                                  | Mark Blackwood                 | tévéfilm                                           |
| 1977      | Megváltás                       | The Possessed                                            | Paul Winjam                    | tévéfilm                                           |
| 1978      | Star Wars Holiday Special       | The Star Wars Holiday Special                            | Han Solo                       | különkiadás                                        |
| 1993      | Az ifjú Indiana Jones kalandjai | The Young Indiana Jones Chronicles                       | Dr. Henry "Indiana" Jones Jr.  | - 1 epizód - magyar hangja: - Végvári Tamás        |
| 2022–2025 | 1923                            | 1923                                                     | Jacob Dutton                   | - főszereplő - magyar hangja: - Csernák János      |
| 2023      | Direkt terápia                  | Shrinking                                                | Dr. Paul Rhoades               | főszereplő                                         |

### Videójátékok
| Év   | Cím                               | Szinkronszerep | Forr.  |
| ---- | --------------------------------- | -------------- | ------ |
| 2016 | Lego Star Wars: The Force Awakens | Han Solo       | [ 11 ] |

## Fontosabb díjak és jelölések

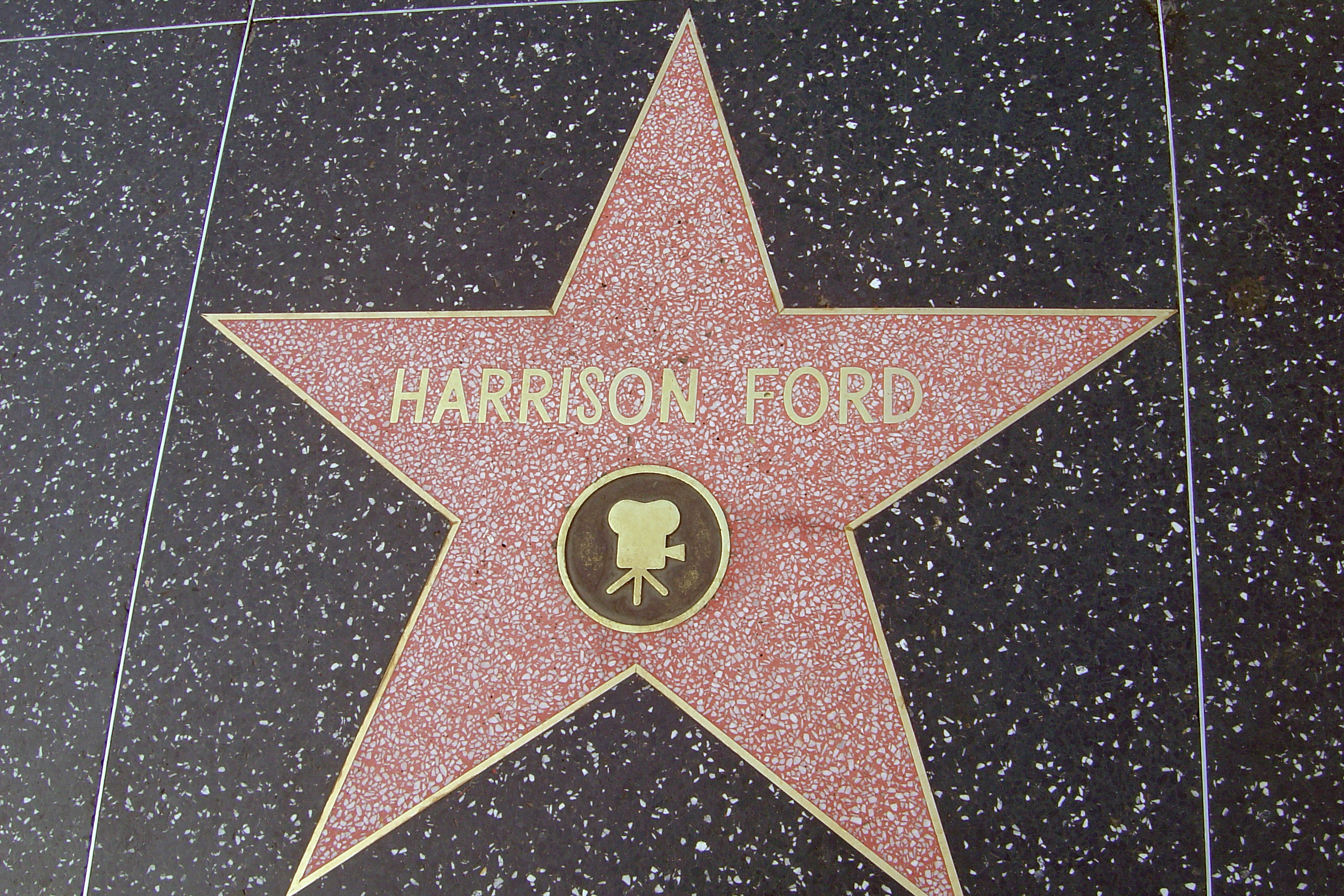
Harrison Ford csillaga a Hollywoodi hírességek sétányán.

Ford kritikailag legsikeresebb szerepe A kis szemtanú (1985) című thrillerben volt. Alakítását legjobb férfi főszereplőként Oscar-, BAFTA- és Golden Globe-jelölésekkel honorálták, végül egyik díjat sem sikerült elvinnie. Filmszerepléseiért az 1980-as és 1990-es években ezen kívül még három alkalommal jelölték Golden Globe-ra, végül a Cecil B. DeMille-életműdíjat ítélték oda a színésznek, 2002-ben. Az eredetileg a sci-fi-, horror- és fantasyfilmek kategóriájában létrehozott Szaturnusz-díjra összesen tíz alkalommal jelölték, a 2010-es évekig Han Solo vagy Indiana Jones megformálásáért. A díj megnyerésére háromszor bizonyult érdemesnek, emellett 1996-ban a The Life Career Award névre keresztelt életműdíjat is megkapta. 
2000-ben az Amerikai Filmintézet életműdíját vehette át George Lucastól és Steven Spielbergtől, 2010-ben pedig a francia Tiszteletbeli César díjjal jutalmazták.
2018-ban a Screen Actors Guild-díjat megalapító és kiosztó szervezet, a SAG-AFTRA az Artists Inspiration Award díjjal tüntette ki Fordot és Lady Gagát. A színészt az alábbi szavakkal méltatták: „Harrison Ford egy színészlegenda minden ismert galaxisban, de amiről sokan nem tudnak, az az évtizedes filantróp szolgálat és vezetés, melyet a Conservation International [környezetvédő] szervezetnek nyújtott, hogy segítsen megvédeni bolygónkat”.
| Díj                     | Kategória                                                         | Jelölt mű                                            | Év   | Eredmény |
| ----------------------- | ----------------------------------------------------------------- | ---------------------------------------------------- | ---- | -------- |
| Oscar-díj               | legjobb férfi főszereplő                                          | A kis szemtanú (1985)                                | 1986 | Jelölve  |
| BAFTA-díj               | legjobb férfi főszereplő                                          | A kis szemtanú (1985)                                | 1986 | Jelölve  |
| Golden Globe-díj        | legjobb férfi főszereplő – filmdráma                              | A kis szemtanú (1985)                                | 1986 | Jelölve  |
| Golden Globe-díj        | legjobb férfi főszereplő – filmdráma                              | A Moszkitó-part (1986)                               | 1987 | Jelölve  |
| Golden Globe-díj        | legjobb férfi főszereplő – filmdráma                              | A szökevény (1993)                                   | 1994 | Jelölve  |
| Golden Globe-díj        | legjobb férfi főszereplő – zenés film vagy vígjáték               | Sabrina (1995)                                       | 1996 | Jelölve  |
| Golden Globe-díj        | Cecil B. DeMille-életműdíj                                        | –                                                    | 2002 | Elnyerte |
| Golden Globe-díj        | legjobb férfi mellékszereplő (sorozat, minisorozat vagy tévéfilm) | Direkt terápia                                       | 2025 | Jelölve  |
| Primetime Emmy-díj      | legjobb férfi mellékszereplő (vígjátéksorozat)                    | Direkt terápia                                       | 2025 | Jelölve  |
| Szaturnusz-díj          | legjobb férfi főszereplő                                          | Star Wars IV. rész – Egy új remény (1977)            | 1978 | Jelölve  |
| Szaturnusz-díj          | legjobb férfi főszereplő                                          | Az elveszett frigyláda fosztogatói (1981)            | 1982 | Elnyerte |
| Szaturnusz-díj          | legjobb férfi főszereplő                                          | Indiana Jones és a végzet temploma (1984)            | 1985 | Jelölve  |
| Szaturnusz-díj          | legjobb férfi főszereplő                                          | Indiana Jones és az utolsó kereszteslovag (1989)     | 1991 | Jelölve  |
| Szaturnusz-díj          | The Life Career Award                                             | –                                                    | 1996 | Elnyerte |
| Szaturnusz-díj          | legjobb férfi főszereplő                                          | Indiana Jones és a kristálykoponya királysága (2008) | 2009 | Jelölve  |
| Szaturnusz-díj          | legjobb férfi mellékszereplő                                      | Cowboyok és űrlények (2011)                          | 2012 | Jelölve  |
| Szaturnusz-díj          | legjobb férfi mellékszereplő                                      | Végjáték (2013)                                      | 2014 | Jelölve  |
| Szaturnusz-díj          | legjobb férfi főszereplő                                          | Star Wars VII. rész – Az ébredő Erő (2015)           | 2016 | Elnyerte |
| Szaturnusz-díj          | legjobb férfi mellékszereplő                                      | Szárnyas fejvadász 2049 (2017)                       | 2018 | Jelölve  |
| Szaturnusz-díj          | legjobb férfi főszereplő                                          | Indiana Jones és a sors tárcsája (2023)              | 2024 | Elnyerte |
| MTV Movie Awards        | legjobb színész                                                   | A szökevény (1993)                                   | 1994 | Jelölve  |
| MTV Movie Awards        | legjobb páros                                                     | A szökevény (1993)                                   | 1994 | Elnyerte |
| MTV Movie Awards        | legjobb küzdelmi jelenet                                          | Az elnök különgépe (1997)                            | 1998 | Jelölve  |
| Screen Actors Guild-díj | legjobb színész (vígjátéksorozat)                                 | Direkt terápia                                       | 2025 | Jelölve  |
| Screen Actors Guild-díj | legjobb szereplőgárda (vígjátéksorozat)                           | Direkt terápia                                       | 2025 | Jelölve  |

## Fordítás
- Ez a szócikk részben vagy egészben  a   Harrison Ford filmography című angol Wikipédia-szócikk fordításán alapul.  Az eredeti cikk szerkesztőit annak laptörténete sorolja fel. Ez a jelzés csupán a megfogalmazás eredetét és a szerzői jogokat jelzi, nem szolgál a cikkben szereplő információk forrásmegjelöléseként.